# Ambatolampy (Analamanga)
Ambatolampy é uma comuna de Madagascar, pertencente ao distrito de Ambohidratrimo, na região de Analamanga. Sua população, segundo o censo de 2001, era de 9 725 habitantes.